# Rágarádzsa
Rágarádzsa (愛染明王, kínaiul Àirǎn Míngwáng, japánul Aizen mjóó) egy buddhista istenség, aki a vadzsrajána és mahájána iskolákban egyaránt feltűnik. Különösképp tisztelik a japán singon és tendai iskolákban illetve a Tángmì és Mìzōng általános kínai ezoterikus iskolákban. Ő is megtalálható a japán buddhista panteonban, s egyike a legnépszerűbb istenségeknek.

## Eredet
Rágarádzsa arról ismert, hogy a világi vágyakat spirituális ébredéssé alakítja; megmenti az embereket a szerelemmel járó fájdalmaktól. A japán ezoterikus rendekben A szerelem istene illetve a Szexuális vágyak királya néven ismert. Neve sem az indiai szövegekben, sem az indiai istenségek között nem szerepel. Rágarádzsa nem egy ősi istenség, nincs bizonyított kapcsolata az indiai, hindu illetve tibeti buddhista gyökerekkel. Az is kérdéses, hogy a történelem során pontosan mikor és hol lett belőle önálló istenség. Úgy tűnik, hogy először a Tang-dinasztia idején Kínában bukkant fel, mivel a vele kapcsolatos elsődleges forrást a "Jogin szútrát" (kínaiul 瑜祇經, teljes neve: A gyémánt-fedelű pavilon minden jógájának és jóginjének  szútrája, kínaiul 金剛峯樓閣一切瑜伽瑜祇經, japánul Kongóbu rókaku isszai juga jugi kjó) Vadzsrabódhi pátriárkának tulajdonítják.
Szintén tény, hogy ott volt Kúkainál ennek a szútrának is egy másolata, mikor 806-ban kínai látogatásáról visszatért Japánba.

## Ábrázolás
A piros bőrű és látszatra ijesztő Rágarádzsát tipikusan három arccal és három szemmel ábrázolják; továbbá hat karral, melyekben különböző fegyvereket tart. Vöröses bőre a szexuális vágyaktól való megtisztulást szimbolizálja, haragos és erőszakos megjelenése pedig valójában együttérzésének tetőpontját tükrözi, mellyel az emberiséget hivatott átsegíteni a felszabaduláshoz vezető út nehézségein. 
A harmadik szeme vertikálisan helyezkedik el, s három szeme a három erényt szimbolizálja: Dharma-természet (japánul hoszsin), Transzcendentális bölcsesség (szanszkrit pradzsná, japánul hannya) és Felszabadulás (japánul gedatszu).
Öt kezében egy harangot, egy vadzsrát, egy lótusz virág bimbót, egy íjat és nyilakat tart; hatodik kezében pedig olyasvalamit tart, ami számunkra láthatatlan (csak haladó ezoterikus gyakorlók tudják mi az).

## Lásd még
- Bölcsességkirályok